# Semmes
Semmes – miasto w Stanach Zjednoczonych, w stanie Alabama, w hrabstwie Mobile. W roku 2023 miasto zamieszkiwało 5846 osób, a gęstość zaludnienia wynosiła 154,3 osoby/km².